# Roza Otunbajeva
Roza Isakovna Otunbajeva (ryska Роза Исаковна Отунбаева), född 23 augusti 1950 i Osj, är före detta utrikesminister i Kirgizistan och ledare för parlamentsgruppen för oppositionspartiet Kirgizistans socialdemokratiska parti. Den 7 april 2010 förklarades Otunbajeva vara ledare för en interimsregering i Kirgizistan av oppositionsledningen efter en serie upplopp som ledde till att president Kurmanbek Bakijev tvingades från makten. Efter ett nytt presidentval i oktober 2011 efterträddes hon i december samma år av Almazbek Atambajev. 

## Liv och karriär
Otunbajeva föddes i Osj i Kirgiziska SSR i Sovjetunionen. Hon tog examen vid filosofiska fakulteten vid Moskvauniversitetet 1972 och var sedan professor och ledde institutionen för filosofi vid Kirgizistans universitet i sex år. Otunbajeva är gift och har två barn. Hon talar flytande engelska och ryska förutom kirgiziska.
Hon inledde sin politiska karriär 1981 som Kommunistpartiets andra sekreterare i rajonrådet i Frunze (nuvarande Bisjkek). I slutet av 1980-talet var hon ledare för Sovjetuionens delegation i Unesco i Paris, och senare sovjetisk ambassadör i Malaysia. År 1992, då det numera självständiga Kirgizistan leddes av Askar Akajev, utsågs hon till både utrikesminister och vice premiärminister. Hon behöll dessa poster till senare samma år då hon blev landets första ambassadör i USA och Kanada. Hon blev åter utrikesminister 1994, och fortsatte i tre år. Åren 1998-2001 var hon Kirgizistans första ambassadör i Storbritannien. Åren 2002-2004 var hon ställföreträdare till FN:s särskilda sändebud i Georgien.
När hon återvänt till Kirgizistan i slutet av 2004 blev Otunbajeva politiskt aktiv. I december 2004 bildade hon och tre andra oppositionella parlamentsledamöter partiet Ata-Zjurt inför parlamentsvalet i februari 2005.
Hon förbjöds att kandidera i parlamentsvalet 2005 på grund av en lag som krävde att parlamentsledamöter måste ha bott i landet i fem år före valet. Eftersom hon varit ambassadör i Storbritannien uppfyllde hon inte kriteriet. 
Otunbajeva var en av ledarna för Tulpanrevolutionen i Kirgizistan som ledde till att president Akajev störtades. Därefter fungerade hon några månader som tillförordnad utrikesminister i den interimsregering som leddes av dåvarande premiärministern (och interimspresidenten) Kurmanbek Bakijev.  Efter att Bakijev valts till president och Feliks Kulov blev premiärminister fick Otunbajeva inte tillräckligt stöd i parlamentet för att bli utrikesminister. Hon kandiderade sedan i ett fyllnadsval till parlamentet några månader senare, men utan att bli invald. Otunbajeva spelade en viktig roll i protesterna i november 2006 som med framgång krävde en ny demokratisk konstitution. 
Hon var medordförande för partiet Asaba en kort period. 
I december 2007 invaldes Otunbajeva i Kirgizistans parlament på Kirgizistans socialdemokratiska partis lista. Hon var ordförande i socialdemokraternas parlamentsgrupp från oktober 2009. 
Efter omfattande upplopp våren 2010 i Bisjkek då president Kurmanbek Bakijev föreföll bli störtad utsågs Otunbajeva i april till ledare för interimsregeringen. Otunbajeva anses ovanlig då det finns få kvinnor i politiken i Kirgizistan. Hon har upprättat nära band med Rysslands regering, särskilt partiet Enade Ryssland. Hennes första samtal efter att hon kommit till makten var med Rysslands premiärminister Vladimir Putin. Otunbajeva förklarade att nyval skulle hållas om sex månader och att hon skulle fungera som president till dess. Valet av president blev dock försenat till oktober 2011. Det vanns av Almazbek Atambajev som i december 2011 efterträdde Otunbajeva som president.